# Castle Saunderson

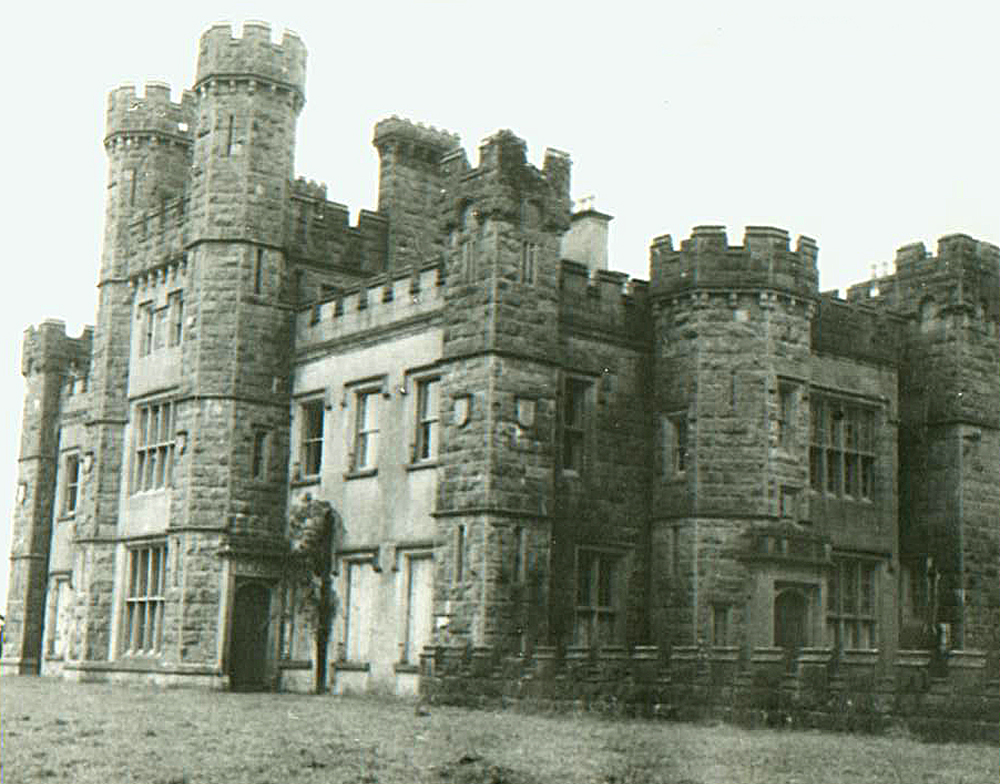
Castle Saunderson

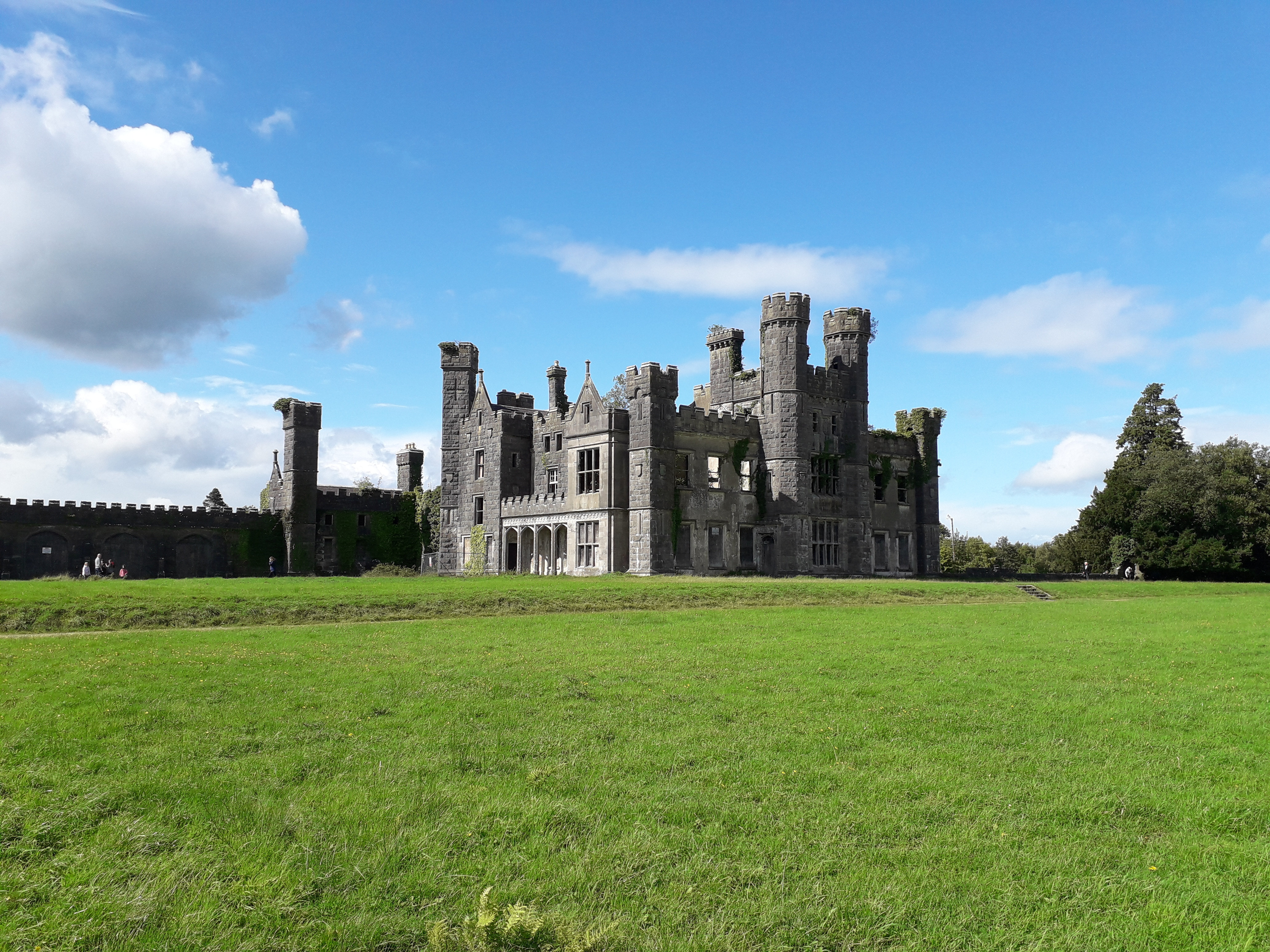
Das immer noch ruinöse aber baulich interessante Landschloss in 2018

Castle Saunderson (irisch Caisleán Shandarsan) ist ein, ein ehemaliges Towerhouse des 14. Jahrhunderts einschließendes, heute ruinöses Landschloss bei Belturbet im irischen County Cavan. Auf dem früheren Sitz der Familie Saunderson wurde 2012 das Castle Saunderson International Scout Centre mit Unterkünften und Zeltplätzen für Pfadfinder und andere eröffnet.

## Geschichte

### Familiensitz
Die Familie Saunderson erwarb die ursprüngliche Burg zu Beginn des 17. Jahrhunderts in der Zeit der Plantation. Die Burg aus dem 14. Jahrhundert hieß Breffni Castle und gehörte den O'Reillys of Breffni. Die Burg brannte bei Auseinandersetzungen 1689 ab. Das heutige Landhaus stammt aus den 1840er-Jahren. Ein bekanntes, dort geborenes Familienmitglied war Edward James Saunderson, ein Mitbegründer der Ulster Unionist Party.
Captain Alexander Saunderson verkaufte das Landhaus 1977 an einen Geschäftsmann, der es ebenfalls als Familiensitz nutzen wollte, was aber nie gelang. Später diente Castle Saunderson als Hotel, wurde dann aber 1990 durch einen Brand beschädigt, der dritte der in diesem Landhaus vorkam.

### International Scout Centre
1997 kauften die Catholic Boy Scouts of Ireland Castle Saunderson. Die nachfolgende Gründung von Scouting Ireland und finanzielle Schwierigkeiten verzögerten den Umbau des Landhauses und stellten die Anlage der Zeltplätze in Frage. Mit Unterstützung des American Ireland Fund und der Grafschaftsverwaltung Cavan schritt das Projekt wesentlich voran und im November 2008 sagte die EU eine Subvention von über 3 Mio. € zu.
Michael D. Higgins, Präsident der Irischen Republik, eröffnete das mit 3,7 Mio. € von der EU geförderte Castle Saunderson International Scout Centre am 18. August 2012. Honoratioren aus Nordirland und der Irischen Republik begleiteten den Präsidenten, z. B. Die Nordirlandminister Jonathan Bell, Nelson McCausland und Jennifer McCann, sowie der Staatsminister der Republik Irland, Fergus O'Dowd.
Im Februar 2015 bestätigte Ministerin Heather Humphreys die geplante Restaurierung eines Kanals, der das Gelände mit dem Erne-Basin verbindet, durch Waterways Ireland an. Der Kanal ist Teil des Ulster Canal.

## Beschreibung und Betrieb
Das Anwesen von Castle Saunderson, das heute ca. 41 Hektar groß ist, hat Einfahrten aus Nordirland und aus der Republik Irland. Auf dem Gelände findet sich eine Kirche und ein Friedhof der ursprünglichen Eignerfamilie.
Das Scout Centre nimmt am Messengers-of-Peace-Programm der Pfadfinder teil.
Der erste Zeltplatzchef auf Castle Saunderson war der Pfadfinder Tony Smith aus dem County Fermanagh.